# Carl Boethke
Carl August Wilhelm Boethke (ur. 25 października 1797, zm. 27 marca 1840 w Bydgoszczy) – nadburmistrz Bydgoszczy (1833–1840).

## Życiorys
Urodził się 25 października 1797 r. Był synem Carla, pocztmistrza i burmistrza Mirosławca w powiecie wałeckim. Jego matka była córką sędziego z Choszczna. Brak bliższych danych dotyczących jego edukacji. Wiadomo, że zakończył naukę w 1813 r., a następnie wstąpił jako ochotnik do wojska i został przydzielony do I Zachodniopruskiego Regimentu Kawalerii Landwery. W jego szeregach odbył kampanię w wojnie z Napoleonem w latach 1813–1815. Ostatecznie jego regiment rozwiązano w marcu 1816 r. Podjął wówczas decyzję o zatrudnieniu się w administracji państwowej. 
W kwietniu 1816 r. złożył wniosek o przyjęcie go do pracy w charakterze kalkulatora regencyjnego i supernumerariusza Królewskiej Regencji w Bydgoszczy. Stanowisko objął we wrześniu 1816 r., a od 1819 r. pracował jako kontroler w urzędzie podatkowym w Łobżenicy, potem w Wieleniu. Następnie kilkakrotnie go przenoszono do podobnych urzędów: w Gorzowie Wlkp, Pile, (1822), Międzyrzeczu (1824). W czerwcu 1824 r. objął funkcję kalkulatora regencyjnego w Bydgoszczy. 
W 1828 r. awansował na stanowisko sekretarza regencyjnego, lecz wkrótce opuścił administrację państwową, zgłaszając swą kandydaturę na kamelarza miejskiego Bydgoszczy. Jego wybór na skarbnika miasta-członka magistratu został zatwierdzony 22 września 1828 r. Funkcję burmistrza policyjnego (nadburmistrza) pełnił wówczas Johann Schwede. Po śmierci w 1829 r. Andreasa Friedricha Gruenauera, który pełnił funkcję burmistrza sądowego, Boethke stał się drugą osobą we władzach miasta. Gdy w grudniu 1832 r. zmarł także Johann Schwede, 16 marca 1833 r. został wybrany nadburmistrzem Bydgoszczy na 12-letnią kadencję.
Wraz z jego wyborem zlikwidowano stanowisko burmistrza sądowego, a Boethke połączył pełnione dotąd funkcje administracyjne z nadzorem policyjnym. Jego sprawowanie na terenie miasta było przyczyną wielu sporów kompetencyjnych z bydgoskim landratem, jako organem administracji królewskiej, rozszerzającym stale swoje prerogatywy. Ostatecznie jednak Boethke zachował kompetencje policyjne, a w 1839 r. nadano mu nawet tytuł dyrektora policji miejskiej. 
Urząd burmistrza Bydgoszczy sprawował do przedwczesnej śmierci, jaka miała miejsce 27 marca 1840 r. Uroczysty pogrzeb odbył się 30 marca 1840 r. na cmentarzu ewangelickim przy ul. Jagiellońskiej (dziś Park Ludowy im. W. Witosa). 
Carl Boethke został odznaczony Orderem Orła Czerwonego IV klasy. Był żonaty z Henriette Emilie z domu Piwa. Miał pięciu synów i trzy córki.